# Grand-Hornu

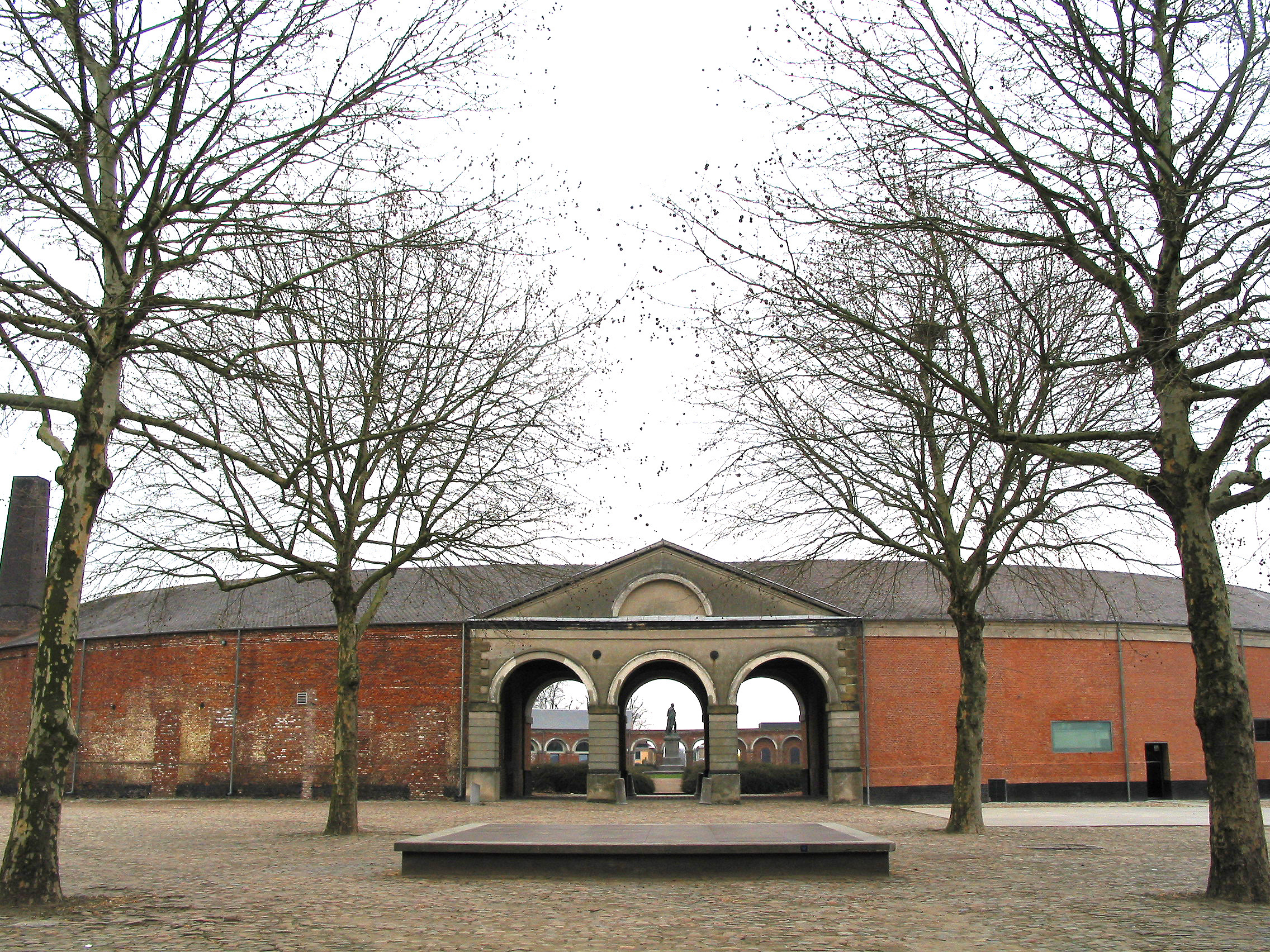
Grand-Hornu.

Grand-Hornu är ett gammalt industrikomplex i Hornu i Boussu kommun, Belgien. Det byggdes av Henri De Gorge mellan 1810 och 1830. Det är ett unikt exempel på funktionell stadsplanering. Idag ägs det av provinsen Hainaut, som har tillfälliga utställningar i byggnaden.
Grand-Hornu ingår i världsarvet Större gruvor i Vallonien.